# Рацкеве

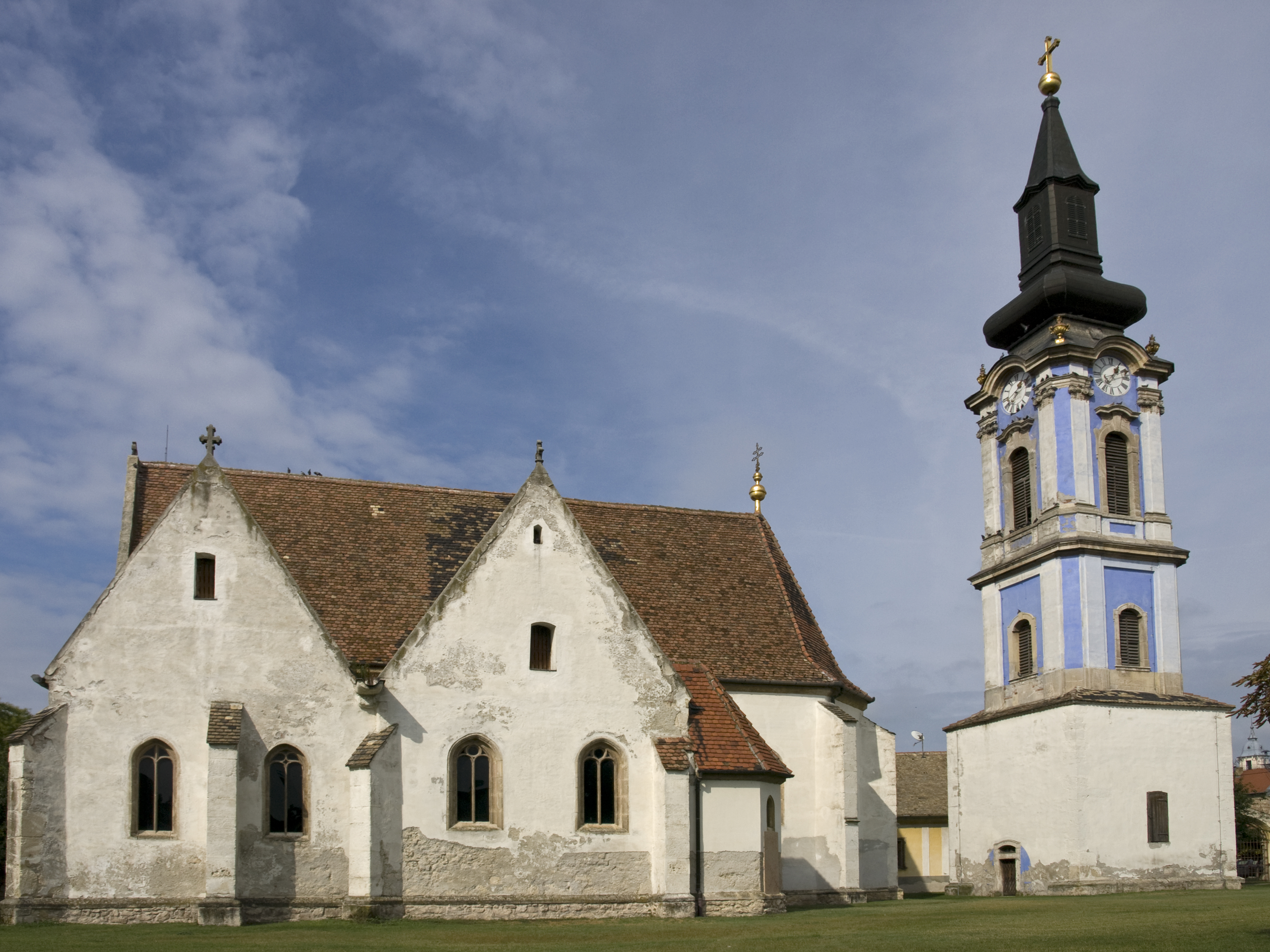
Сербський Успенський монастир

Рацкеве або Ковин (угор. Ráckeve, хорв. Kovin, серб. Српски Ковин) — місто в центральній частині Угорщини, в медьє Пешт. Населення — 9060 осіб (2001). Розташований на правому березі Дунаю. В XV столітті був одним із центрів, де осідали сербські біженці. Збереглася сербська православна церква 1487 року, повністю розписана зсередини, єдина православна готична церква в Угорщині.

## Історія
Після утворення Угорщини в 1000 році і встановленню правління династії Арпадів територія, на якій зараз знаходиться Рацкеве, потрапила під владу угорських королів. Задокументовано існування на цьому місці поселення під назвою Абрахамтелке (угор. Ábrahámtelke) і монастиря. Монастир вперше згадується в документах під 1212 роком.
У XV столітті, після завоювання Сербії турками, сюди з півдня прийшла хвиля сербських біженців. В цей час поселення отримало назву Kiskeue (на сучасній угорській назва звучала б як Кішкеве — угор. Kiskeve) — Мале Кеве. Серби називали його Мали Ковін або  Горні-Ковін , щоб відрізнити його від міста Ковін у Сербії, звідки вони прийшли. «Рац» угорською означає «серб», звідки і походить сучасна назва міста.
У XVI столітті Рацкеве був середнього розміру торговим поселенням. Тут набув поширення протестантизм. У 1541 році він був завойований Османською імперією, велика частина населення втікала на північ. Багато мешканців Рацкеве оселилися в Дьєрі та Комарно. Мешканці, що зосталися, вибрали «герцога» Джордже, що правив з 1543 по 1546 рік. Станом на 1567 рік, населення Рацкеве становили в основному угорці (більшість яких були кальвіністами) та серби.
У 1698 році турки були вигнані, і весь острів Чепель, в тому числі Рацкеве, став володінням Євгенія Савойського. Принц побудував в Рацкеве будинок, який зберігся до наших днів.
У XVIII столітті сюди почали переселятися німці. Назва Рацкеве на німецькій звучить як Ратценмаркт (нім. Ratzenmarkt).
В кінці XIX століття місто зазнало значної модернізації. Так, дерев'яний міст через Дунай був замінений металевим, а також була побудована нова ратуша в стилі сецесіон. У 1970-ті роки Рацкеве став розвиватися як курорт. Крім того, розташування на Дунаї було привабливо для рибалок, і Рацкеве поступово стало перетворюватися в туристичний центр. У 1984 році Рацкеве отримало права міста.

## Транспорт
Місто пов'язане з Будапештом лінією приміського поїзда HÉV.

## Міста-побратими
- Бакталорантаза, Угорщина
- Кальден, Німеччина
- Чумань, Румунія
- Ковін, Сербія